# ميخائيل دوغان
ميخائيل دوغان (بالإنجليزية: Michael Dugan)‏ هو ضابط أمريكي، ولد في 22 فبراير 1937 في أبردين في الولايات المتحدة.

## وصلات خارجية
- ميخائيل دوغان على موقع إن إن دي بي (الإنجليزية)